# 죽어서 말하는 여인
"죽어서 말하는 여인"은 1974년에 개봉한 대한민국의 영화이다.

## 캐스팅
- 신일룡
- 진도희
- 신숙
- 오지명
- 백일섭
- 박남옥
- 김웅
- 박기택
- 최준
- 강계식
- 최일
- 조덕성
- 장훈
- 김기범
- 추봉
- 석인수
- 백일용
- 이예성
- 임성포
- 김승남
- 남수현
- 심상현